# Júzcar
Júzcar est une commune de la province de Malaga dans la communauté autonome d'Andalousie en Espagne.

## Histoire
Júzcar a dû être une localité importante à en juger par les nombreux hameaux qui tombaient sous sa juridiction, parmi lesquels se trouvaient, selon Madoz Pascal dans son Diccionario geográfico-estadístico-histórico de España (Dictionnaire géographique-statistique-historique de l'Espagne) (1845-50), Faraján et les annexes d’Alcapana, de Capanza, de Moclón, de La Fábrica y de Los Molinos.
Comme le reste des centres de la région montagneuse de Ronda, Júzcar a aussi connu l'expulsion des Morisques et c’est dans les repeuplements qui ont suivi que la population actuelle trouve son origine.

## Culture
Pour le besoin de la campagne de promotion du film des Schtroumpfs et sa première projection mondiale dans ce village, toutes les maisons du bourg, un « pueblo blanco », qui étaient toutes enduites de chaux ont été peintes en bleu. Alors qu'il était prévu que les maisons soient repeintes en blanc ensuite, les habitants ont décidé de garder la couleur bleue afin d'attirer les touristes. En effet, alors que 9 000 touristes venaient en moyenne annuellement, le village des Pitufos (« Schtroumpfs » en français) en a attiré 80 000 pendant les sept mois qui ont suivi la sortie du film.